# Lavandula stoechas
Lavandula stoechas, llamado comúnmente cantueso o tomillo borriquero, es un arbusto ramoso, muy aromático, de hasta un metro de altura de la familia de las lamiáceas. Es una especie nativa de la cuenca mediterránea y Macaronesia y está naturalizada en Australasia.

## Descripción

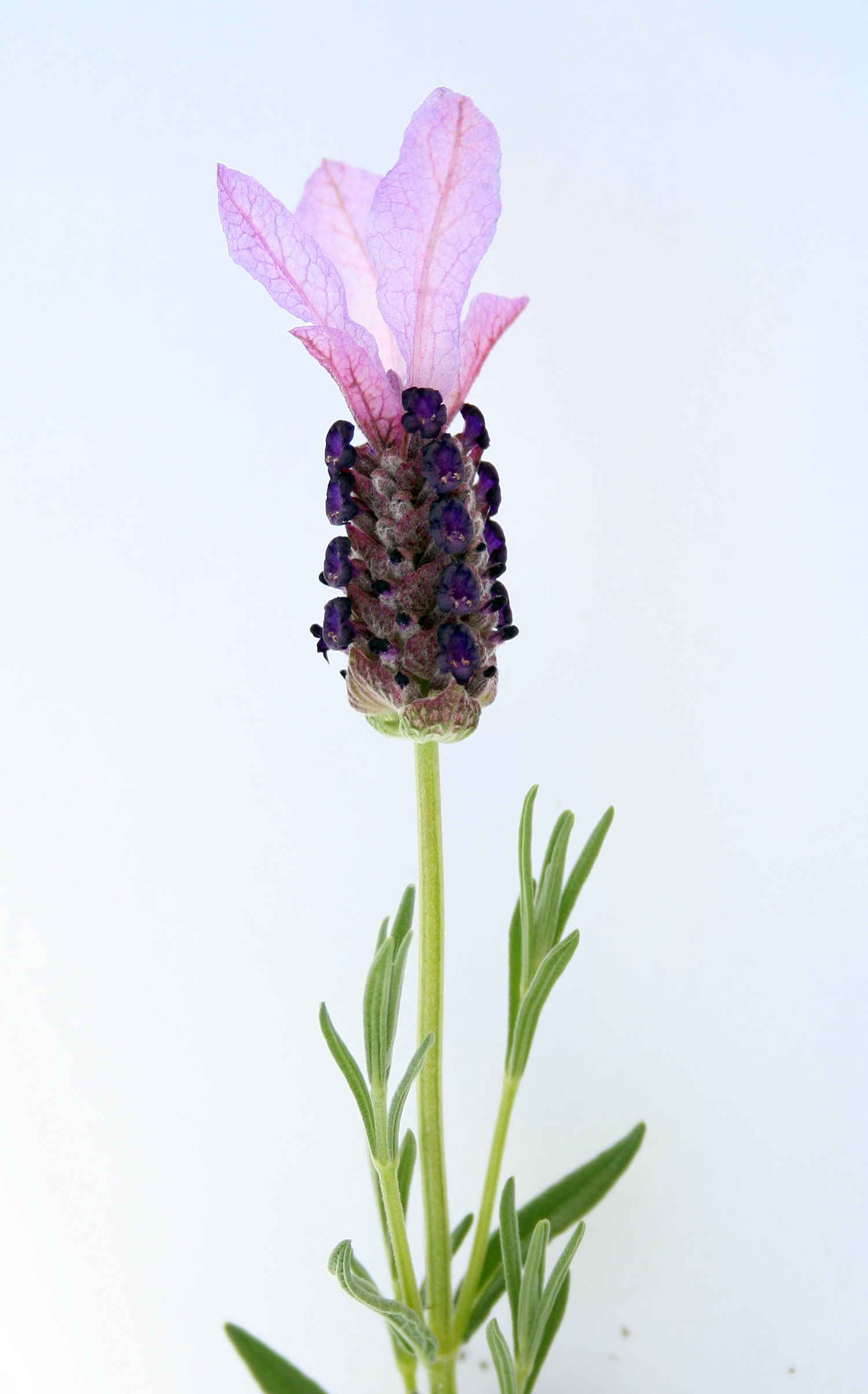
Inflorescencia

Forma una mata muy ramificada que puede alcanzar 1 m de altura. Sus tallos son de color verde o rojizo, blanquecinos por la presencia de pilosidad, más o menos abundante. Las hojas de color algo grisáceo sobre todo por el envés, tomentosas, nacen enfrentadas, son largas y estrechas, de borde entero. Inflorescencia compacta, de sección cuadrangular. Las flores están apiñadas en densas espigas terminales de forma cuadrangular, que llevan en su terminación un conjunto de brácteas estériles de color violeta o rojizo. El cáliz, pequeño y recorrido por 13 venas, queda oculto por la bráctea. Corola de color morado oscuro. Las flores forman líneas verticales que recorren el conjunto de la inflorescencia. Esporofilos de 4-8 mm de largo, acorazonados-romboidales, de color violeta amarronado, membranosos, tomentosos de gris en 4 hileras, los superiores agrandados, sin flores axilares, de 1-5 cm de largo, ovalados, púrpuras hasta violeta azulado. El penacho coloreado sirve para atraer a los insectos.
Florece en primavera y principios de verano, a partir del mes de marzo, según el clima donde habite.

## Distribución y hábitat
Se distribuye por toda la región mediterránea, habitando en matorrales abiertos, desarrollados sobre suelos sin cal, silíceos, como granitos, cuarcitas, pizarras, etc. También en los básicos originados sobre serpentinas y peridotitas. En altitud se extiende hasta los 1000 m sobre el nivel del mar y en alguna de sus variedades hasta los 1800 m.
Va asociada muchas veces a la jara y al tomillo blanco (Thymus mastichina). En la península ibérica es muy común. En las Baleares crece en Menorca e Ibiza. También en Macaronesia (Islas Canarias) donde puede haber sido introducida.

## Subespecies
Esta especie es muy poliforma, distinguiéndose varias subespecies:
- Lavandula stoechas subsp. pedunculata (Mill.) Samp. ex Rozeira

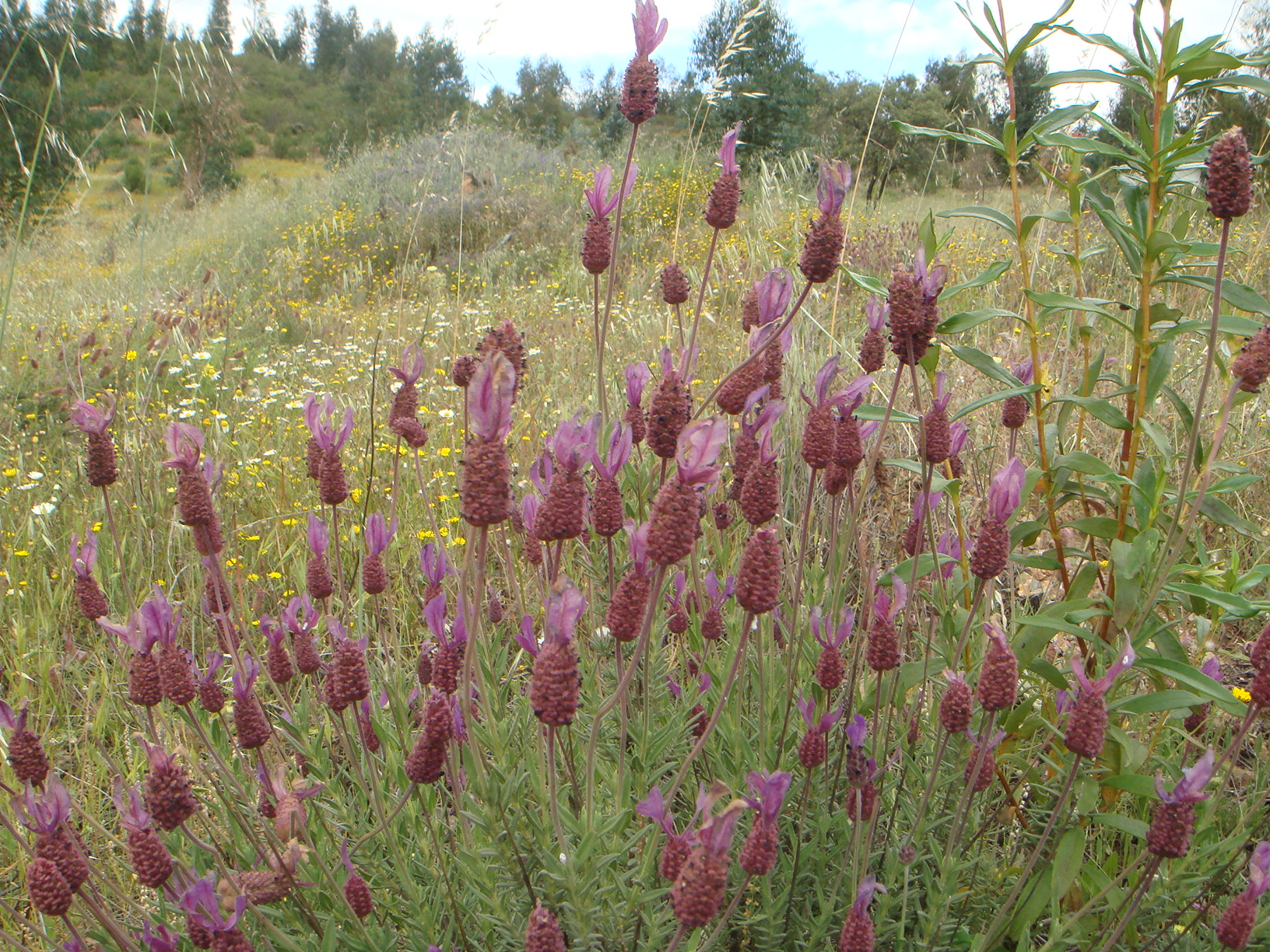
Lavandula stoechas subsp. pedunculata

Es la más resistente de todas ya que aguanta los fríos intensos del interior de la península, siendo la más frecuente en ambas Castillas y Sistema Central. Habita en terrenos silíceos. Tiene el pedúnculo de la inflorescencia más largo que el doble de ésta. Esta subespecie forma un arbusto muy ramificado que alcanza los 80 cm. Hojas lanceoladas estrechas, pelosas, que nacen enfrentadas, formando frecuentemente un fascículo. Los largos pedúnculos que sostienen las espigas están desprovistos de hojas. Inflorescencia sobre un largo pedúnculo, de ahí su nombre botánico, coronadas por 2-5 brácteas moradas. Las flores se reúnen en densas espigas terminales de sección cuadrangular; en cada esquina aparecen alineadas de 6 a 10 flores de color morado oscuro; cada ramillete de flores es rematado por un penacho de brácteas estériles de color púrpura claro. Toda la planta despide un agradable y penetrante olor alcanforado. Florece en primavera.
- Lavandula stoechas L. subsp. stoechas

El cantueso es la más mediterránea de todas, la que crece en la Islas Baleares y en las provincias costeras del este y sur de la península ibérica. De follaje tomentoso blanquecino tiene el pedúnculo de la inflorescencia muy corto (más corto que la espiga); el cáliz con pelos más largos; las brácteas estériles del penacho generalmente no sobrepasan los 2 cm; las brácteas inferiores de la inflorescencia son generalmente puntiagudas. Dentro de la subespecie se pueden distinguir las siguientes formas:
- Lavandula stoechas L. subsp. stoechas f. leucantha (Ging.) Upson & S.Andrews
- Lavandula stoechas L. subsp. stoechas f. rosea Maire[7]

- Lavandula stoechas subsp. luisieri (Rozeira) Rozeira

De follaje gris verdoso. Tiene una inflorescencia bastante gruesa y alargada, el pedúnculo corto o mediano, el cáliz con pelos todos muy cortos, y la corola con todos los lóbulos iguales o poco desiguales. Está repartida por el centro y la mitad occidental Península.
- Lavandula stoechas subsp. sampaioana Rozeira

Es muy parecida a la subsp. pedunculata, con la que presenta a veces formas de tránsito, pero tiene el cáliz con algunos pelos largos, y la corola con los dos lóbulos superiores soldados y algo mayores que el resto. Está ampliamente repartida por el oeste de la península ibérica. En esta última raza hay que incluir, al parecer como sinónimo a la Lavandula stoechas subsp. lusitanica (Chaitor) Rozeira, del centro y sur de Portugal que se suele diferenciar por tener la inflorescencia algo más corta y achatada.

## Usos
Se usa en jardinería y está incluida en la flora apícola por su gran producción de néctar.
Medicinal
La infusión de sus inflorescencias secas son febrífugas y combaten las afecciones del pecho y bronquios. Se utiliza como antiséptico, digestivo, antiespasmódico, cicatrizante y antibacteriano. Se utilizan las flores en aromaterapia, para preparar infusiones y aceites esenciales que contienen cetonas (d-alcanfor y d-fenchona) y alcoholes (borneol y terpineol).

## Taxonomía

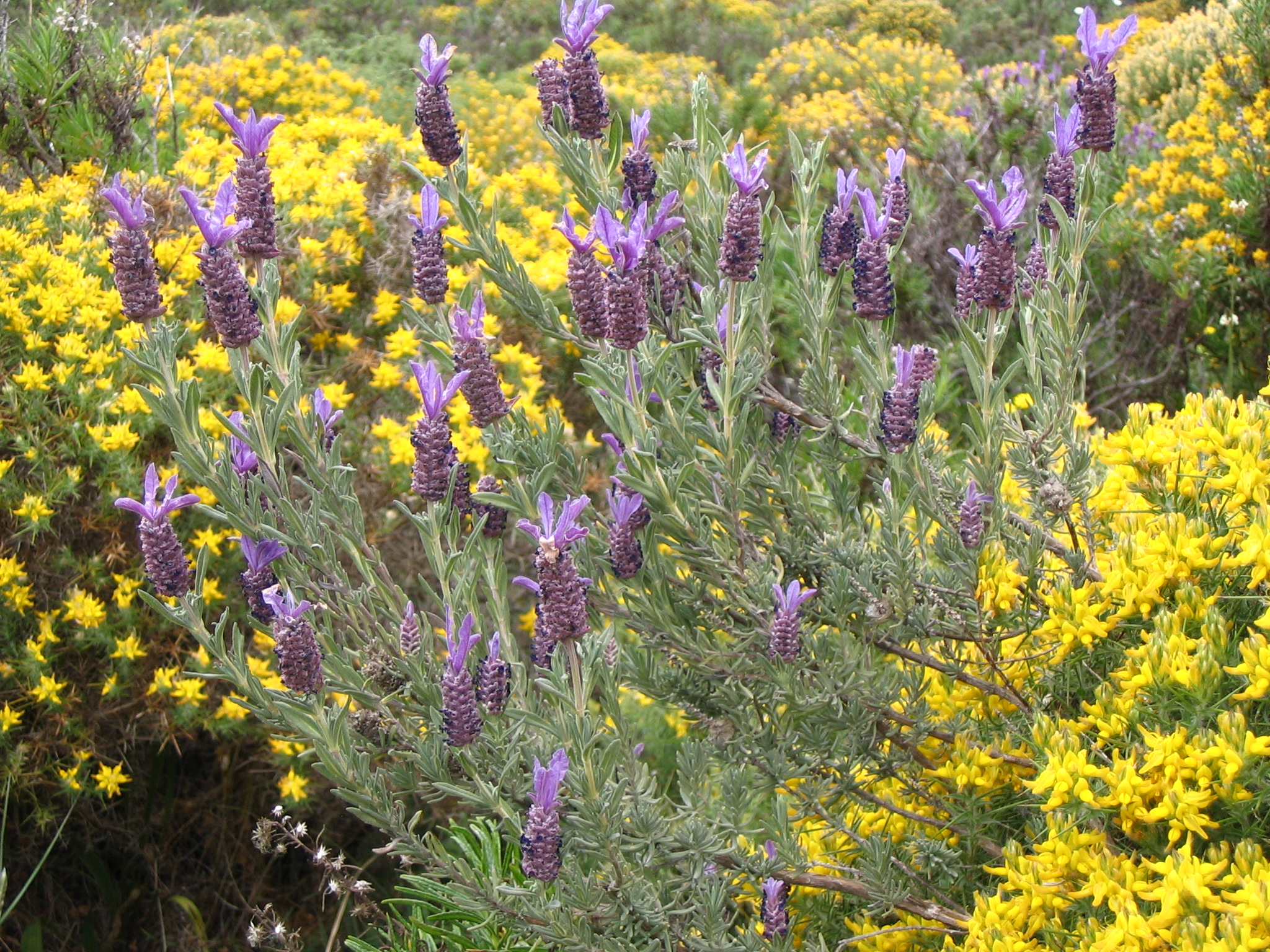
En su hábitat

Lavandula stoechas fue descrita por Carlos Linneo y publicado en Species Plantarum 2: 573. 1753.
Etimología
- Lavandula: nombre genérico que se cree que deriva del francés antiguo lavandre y en última instancia del latín lavare (lavar), refiriéndose al uso de infusiones de las plantas.[10] El nombre botánico Lavandula como el usado por Linneo se considera derivado de este y otros nombres comunes europeos para las plantas. Sin embargo, se sugiere que esta explicación puede ser apócrifa, y que el nombre en realidad puede ser derivado del latín livere, "azulado".[11]
- stoechas: del griego στοιχαϛ nombre de algunas de las islas de la costa marsellesa.[12]

Sinonimia
- Lavandula approximata Gand.
- Lavandula corsica Gand.
- Lavandula debeauxii Gand.
- Lavandula fascicularis Gand.
- Lavandula incana Salisb.
- Lavandula olbiensis Gand.
- Lavandula stoechadensis St.-Lag.
- Stoechas arabica Garsault
- Stoechas officinarum Mill.[13]

## Nombres comunes
- Alucema, astecados, azaya, aztecados, cantagüeso, cantahueso, cantigüeso, cantihueso, cantrojo, cantrueso, cantuerca, cantueso, cantueso arábigo, cantueso basto, cantueso blanco, cantueso borde, cantueso común, cantueso de zarzuela, cantueso fino, cantueso montés, cantueso morisco, cantueso purpúreo, cantueso real de España, cantueso verde, cantuerzo, esplego, espliego, estecados, esticados, flor del Corpus, flor del Señor, galanita, hierba de San Juan, hierba sabia, lavanda, nazareno de Jesús, rabo, romero cantúo, romero cantuoso, romero de señor, te de moro, tomillo, tomillo basto, tomillo borriquero, tomillo burrero, tomillo cantimpalo, tomillo cantueso, tomillo cantueso caballar, tomillo cantuoso, tomillo de cantueso, tomillo de flor morada, tomillo del Señor, tomillo mielero, tomillo morao, tomillo salvaje, tomillo sansero.[14]